# SIGSTOP
SIGSTOP é um sinal conhecido por um processo informático emitido pelo sistema operacional, que faz com que o processo pare a sua execução enquanto não receber o sinal SIGCONT.